# El Hito
El Hito és un municipi de la província de Conca, a la comunitat autònoma de Castella-La Manxa. Limita al nord Villas Viejas, a l'oest amb Almonacid del Marquesado, al sud amb Villarejo de Fuentes i a l'est amb Montalbo.